# 미나베정 (와카와마현)
미나베정(南部町)은 와카야마현 히다카군에 설치되었던 정이다.
2004년 10월 1일에 미나베가와촌과 합병해 미나베정이 되었다.

## 지리
와카야마현의 중간쯤 해안가에 위치하고 있다.

## 역사
- 1889년 4월 1일 - 정촌제 시행과 함께 합병전의 정역인 미나베촌이 성립하였다.
- 1897년 9월 11일 - 정으로 승격하였다.
- 1954년 4월 1일 - 이와시로촌을 편입하였다.
- 2004년 10월 1일 - 미나베가와촌과 합병해 미나베정이 성립하였다. 동일 미나베정은 폐지되었다.

## 교통

### 철도
- 서일본 여객철도 기세이 본선

### 도로
- 국도 42호선
- 국도 424호선